# Пироговка (Бахчисарайський район)
Пирого́вка (до 1948 — Аджико́й, крим. Acıköy) — село в Україні, у Бахчисарайському районі Автономної Республіки Крим. Підпорядковане Верхньосадівській сільській раді.
Розташоване за 3 км на схід від села Верхньосадового. Дворів 110, населення становить 331 особа.

## Історія
Перша документальна згадка зустрічається в «Османському реєстрі земельних володінь Південного Криму 1680-х років», за яким у 1686 році село Хаджі-кей входило до Кримського ханства.
Входило до складу Бакчі-сарайського кадилика Бакчі-сарайського каймаканства, що зафіксовано в Камеральному Описі Криму 1784 року.
Після російської анексії Криму входило до Дуванкойської волості Сімферопольського повіту Таврійської губернії. Станом на 1886 рік у селі мешкало 137 осіб, налічувалось 26 дворових господарств, існувала мечеть.
Згідно зі Списком населених пунктів Кримської АРСР за Всесоюзним переписом 17 грудня 1926 року, в селі значилося 46 дворів, всі селянські, населення становило 186 осіб (94 чоловіки та 92 жінки): 174 кримські татарини та 12 росіян.
18 травня 1948 року Гаджикой перейменували на Пирогівку Указом Президії Верховної Ради РРФСР.
7 вересня 2023 року село перейшло зі складу міста зі спеціальним статусом Севастополь до Бахчисарайського району Автономної Республіки Крим.
У 2023 році у проєкті Постанови Верховної Ради України «Про перейменування деяких населених пунктів Автономної Республіки Крим» село запропоновано перейменувати на Аджикой.